# 遵义华溪蟹
遵义华溪蟹（学名：Sinopotamon zunyiense）为溪蟹科华溪蟹属的动物。在中国大陆，分布于贵州等地，多生活于海拔500 米左右的山区溪流石块下。